# Louise Michel (stanice metra v Paříži)

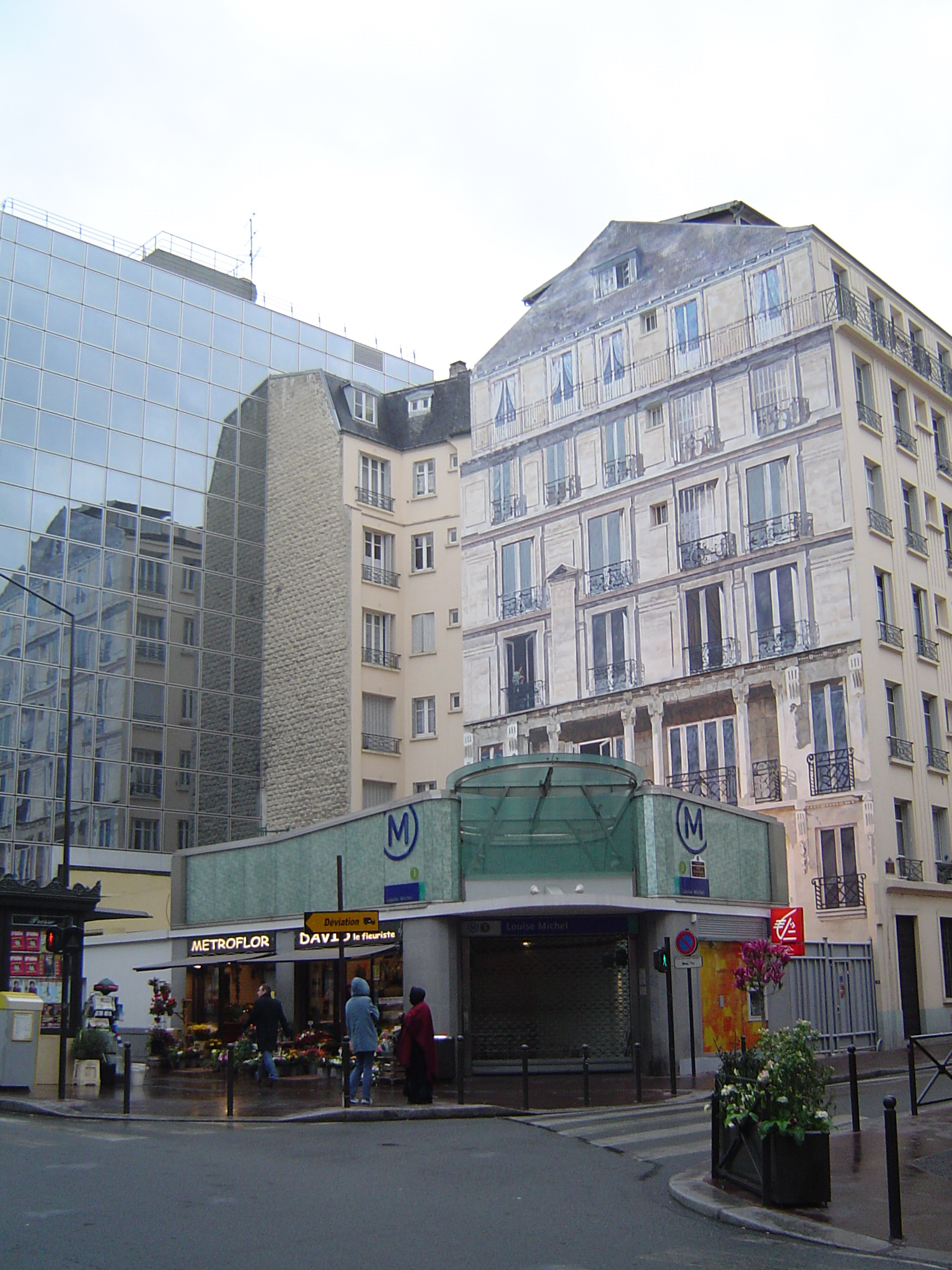
Vchod do stanice

Louise Michel je nepřestupní stanice pařížského metra na lince 3. Stanice leží mimo území Paříže ve městě Levallois-Perret na křižovatce ulic Rue Anatole France, pod kterou vede linka 3, a Rue Louise Michel.

## Historie
Stanice byla otevřena 24. září 1937 jako součást třetího a posledního prodloužení linky směrem na západ v úseku Porte de Champerret ↔ Pont de Levallois – Bécon.

## Název
Původní název stanice zněl Vallier podle hory Mont Valier (2839 m) v Pyrenejích. 1. května 1946 získala stanice dnešní název. Její jméno je odvozeno od názvu ulice Rue Louise Michel. Louise Michel (1830–1905) byla anarchistka a účastnice Pařížské komuny.

## Vstupy
Stanice má jen jediný vchod, který je umístěn v budově na Rue Louise Michel u domu č. 30.